# Мануэль-Бенавидес
Мануэль-Бенавидес (исп. Manuel Benavides) — посёлок в Мексике, штат Чиуауа, входит в состав одноимённого муниципалитета и является его административным центром. Численность населения, по данным переписи 2010 года, составила 916 человек.

## История
Поселение было основано как военный острог в 1773 году Уго де О’Коннором под названием Сан-Карлос-де-Серро-Гордо (исп. San Carlos de Cerro Gordo). Современное название посёлок получил в 1937 году в честь родившегося здесь мексиканского революционера Мануэля Бенавидеса.